# Trzeci gabinet Malcolma Frasera
Trzeci gabinet Malcolma Frasera – pięćdziesiąty trzeci gabinet federalny Australii, urzędujący od 20 grudnia 1977 do 3 listopada 1980. Był gabinetem koalicyjnym Liberalnej Partii Australii (LPA) i Narodowej Partii Wiejskiej (NCP). 

## Okoliczności powstania i dymisji
Gabinet urzędował przez pełną kadencję parlamentarną. Powstał po wyborach w 1977, w których prawicowa koalicja odniosła drugie z rzędu zwycięstwo. Następne wybory odbyły się w 1980 i po raz kolejny zakończyły się sukcesem LPA i NCP, wobec czego premier Fraser mógł sformować swój czwarty gabinet. 

## Skład
| stanowisko                                                                             | osoba                                               | partia | od               | do               |
| -------------------------------------------------------------------------------------- | --------------------------------------------------- | ------ | ---------------- | ---------------- |
| premier                                                                                | Malcolm Fraser                                      | LPA    | 20 grudnia 1977  | 3 listopada 1980 |
| wicepremier                                                                            | Doug Anthony                                        | NCP    | 20 grudnia 1977  | 3 listopada 1980 |
| minister handlu i zasobów                                                              | Doug Anthony                                        | NCP    | 20 grudnia 1977  | 3 listopada 1980 |
| minister przemysłu i gospodarki                                                        | Phillip Lynch                                       | LPA    | 20 grudnia 1977  | 3 listopada 1980 |
| minister przemysłu podstawowego                                                        | Ian Sinclair                                        | NCP    | 20 grudnia 1977  | 27 września 1979 |
| minister przemysłu podstawowego                                                        | Peter Nixon                                         | NCP    | 27 września 1979 | 3 listopada 1980 |
| minister służb administracyjnych                                                       | Reg Withers                                         | LPA    | 20 grudnia 1977  | 7 sierpnia 1978  |
| minister służb administracyjnych                                                       | Od 07.08.1978 stanowisko przeniesione poza gabinet. |        |                  |                  |
| wiceprzewodniczący Federalnej Rady Wykonawczej                                         | Reg Withers                                         | LPA    | 20 grudnia 1977  | 7 sierpnia 1978  |
| wiceprzewodniczący Federalnej Rady Wykonawczej                                         | John Carrick                                        | LPA    | 7 sierpnia 1978  | 3 listopada 1980 |
| minister zatrudnienia i warunków pracy (od 5 grudnia 1978 minister ds. warunków pracy) | Tony Street                                         | LPA    | 20 grudnia 1977  | 3 listopada 1980 |
| minister transportu                                                                    | Peter Nixon                                         | NCP    | 20 grudnia 1977  | 8 grudnia 1979   |
| minister transportu                                                                    | Ralph Hunt                                          | NCP    | 8 grudnia 1979   | 3 listopada 1980 |
| minister skarbu                                                                        | John Howard                                         | LPA    | 20 grudnia 1977  | 3 listopada 1980 |
| minister edukacji                                                                      | John Carrick                                        | LPA    | 20 grudnia 1977  | 8 grudnia 1979   |
| minister wspierający premiera w kwestiach federalnych                                  | John Carrick                                        | LPA    | 20 grudnia 1977  | 25 sierpnia 1978 |
| minister spraw zagranicznych                                                           | Andrew Peacock                                      | LPA    | 20 grudnia 1977  | 3 listopada 1980 |
| minister obrony                                                                        | James Killen                                        | LPA    | 20 grudnia 1977  | 3 listopada 1980 |
| minister zabezpieczenia społecznego                                                    | Margaret Guilfoyle                                  | LPA    | 20 grudnia 1977  | 3 listopada 1980 |
| minister finansów                                                                      | Eric Robinson                                       | LPA    | 20 grudnia 1977  | 23 lutego 1979   |
| minister finansów                                                                      | John Howard                                         | LPA    | 23 lutego 1979   | 27 lutego 1979   |
| minister finansów                                                                      | Eric Robinson                                       | LPA    | 27 lutego 1979   | 3 listopada 1980 |
| prokurator generalny                                                                   | Peter Durack                                        | LPA    | 25 sierpnia 1978 | 3 listopada 1980 |
| minister ds. młodzieży i zatrudnienia                                                  | Ian Viner                                           | LPA    | 5 grudnia 1978   | 3 listopada 1980 |
| minister wspierający premiera                                                          | Ian Viner                                           | LPA    | 5 grudnia 1978   | 8 grudnia 1979   |
| minister energii i rozwoju narodowego                                                  | John Carrick                                        | LPA    | 8 grudnia 1979   | 3 listopada 1980 |
| minister ds. specjalnych rozmów handlowych                                             | Ian Sinclair                                        | NCP    | 19 sierpnia 1980 | 3 listopada 1980 |